# Tretja mitridatska vojna
Tretja mitridatska vojna (73-63 pr. n. št.), zadnja in najdaljša vojna med Mitridatom VI. Pontskim in njegovimi zavezniki in Rimsko republiko. Končala se je z Mitridatovim porazom in propadom njegovega Pontskega kraljestva in ustanovitvijo od Rima odvisnega Armenskega kraljestva.
- Pohodi in bitke med mitridatskimi vojnami 74–62 pr. n. št.
- Leto 74 pr. n. št.
- Leto 73-71 pr. n. št.
- Leto 70-69 pr. n. št.
- Leto 68 pr. n. št.
- Leto 67 pr. n. št.
- Leto 67 pr. n. št (piratske aktivnosti)
- Leto 66 pr. n. št.
- Leto 65 pr. n. št.
- Leto 64 pr. n. št.
- Leto 63 pr. n. št.
- Leto 62 pr. n. št.